# Pānskura
Pānskura är en ort i Indien.   Den ligger i distriktet Purba Medinipur och delstaten Västbengalen, i den östra delen av landet, 1 300 km sydost om huvudstaden New Delhi. Pānskura ligger 12 meter över havet och antalet invånare är 98 000.
Terrängen runt Pānskura är mycket platt. Runt Pānskura är det mycket tätbefolkat, med 1 095 invånare per kvadratkilometer. Pānskura är det största samhället i trakten. Trakten runt Pānskura består till största delen av jordbruksmark.